# القلعة السلطانية
القلعة السلطانية، هي إحدى القلاع الأثرية الواقعة في المدينة المنورة، وتعد من أكبر القلاع في المدينة المنورة، تعرف بين الأهالي بـ (قلعة السبيل)، كما تسمى بـ (قلعة القيادة)، ويعود تاريخها إلى العصر العثماني.

## لمحة تاريخية
سميت قلعة السلطانية بقلعة القيادة؛ لأنها كانت مركز القيادة العسكرية، كما عُرفت القلعة بين الأهالي باسم (قلعة السبيل). بنيت اقلعة في عهد السلطان العثماني سليمان الأول، وقد بنيت القلعة مع ما تبقى من أجزاء السور في عام 946هـ/ 1539م. وهناك اختلاف بين بعض المؤرخين حول تاريخ بناء الفلعة فمنهم من يرى أنها بنيت في عام 946هـ أمثال السيد محمد بن خضر الرومي الحنفي (ت:948هـ)، ومنهم من يرى أن أعمال البناء فيها قد بدأ في عام 937هـ وأن بناءها اكتمل عام 948هـ ويميل إلى هذا الرأي الأستاذ ععلي حافظ. ولعل الاختلاف بسبب أن بناء السور قد بدأ قبل بناء القلعة كما يظهر في قول المؤرخ الرومي الحنفي: «وكانت القلعة حينئذ لم يشرع في بنائها، فيكون ابتداء عمارة السور عام (937هـ/1530م) إلى أن أتم عمارته الأمين مصطفى جلبي عند وصوله المدينة سنة (944هـ/1537م) وشرع في هدم القلعة القديمة ثم أعاد بنائها، بينما اختلف المؤرخون قي تاريخ إنهاء العمل فيهما».
تولى شؤون البناء الأمير والأمين مصطفى جلبي الذي تول منصب أمين العمارة بعد وفاة الأمير محمود جلبي في نفس العام -946هـ-، وقد قام الأمير مصطفى جلبي بهدم وإزالة القلعة القديمة الموجودة مسبقًات، ثم ثم شرع في بناء القلعة الجديدة (السلطانية)، وبنى لها سور عظيم، وبنى في داخلها بيوتًا للعسكر.

## موقعها
" تقع القلعة السلطانية في شمال غرب الحرم النبوي الشريف متصلة بسور المدينة الداخلي، ملاصقة "الباب الشامي" من الجهة الشرقية، وهو باب كبير مبنيب من الحجارة، كما تقع القلعة في غربي منفذ شارع الساحة ومباني السلطانية، وفي جنوب حي باب الشامية والجنوب الشرقي لجبل سلع... وقد بنيت هذه القلعة على جبل سلع الذي يعتبر جزءاً من تكوينات وشعاب جبل سلع. وينحصر موقع هذه القلعة بين الإحداثيين الأفقيين رقم 2705500 ورقم 2706600 بينما ينحصر رأسياً بين الإحداثيين رقم 561000 ورقم 561500.

## الوصف العام
تتميز القلعة بكبر حجمها، كما أنها تتكون من أجزاء متعددة ذات استخدامات متنوعة، وهي:
- سور ضخم يحيط بالقلعة.
- مسجد عثمان بن عفان الذي يقع ضمن سور القلعة.
- برج كبير بني في غربي القلعة وهي منطقة جدبيلية عالية جدًا.
- مخازن الذخيرة ومستودعات الأسلحة
- محلات للحدادة لصنع الأدوات الحربية.
- مبنى الإمارة وإدارة البلدية.
- مجموعة من أبراج المراقبة التي تتوزع على أركان وجوانب القلعة.
- مجموعة من الحجرات والغرف خصصت للضباط والقادة المنتدبين.
- مجموعة من البيوت خصصت للعسكر والجنود.
- منهل للعين الزرقاء ومنهل للعين المالحة التي تسمى بـ (الفائض)، وهذه العينين مجاورة لبيوت العسكر.
- مجموعة صهاريج صغيرة؛ لحفظ المياه.[3]

## حادثة انفجار القلعة
وقع انفجار في القلعة السلطانية عام 1338هـ/1919-1920م، على مدى ثلاثة أيام متتالية، وقد ترتب على الانفجار خسائر بشرية ومادية. وفي اليوم الثالث بعد أن سكنت الانفجارات وخمدت النيران أمر الشريف علي القائد العسكري شكري الأيوبي بألا تتكرر الحادثة، فتوجه القائد برفقة الجنود والعمال، وبدأوا في تفريغ مخازن الأسلحة التي لم تنفجر. كما أمر الشريف علي القائد شكري بعمل تحقيقات حول سبب الانفجارات، وكانت هناك مجموعة من الأسباب ذكرها المؤرخون ويجمع أغلبهم على أن الانفجار حدث بسبب؛ سوء تخزين الأسلحة مع ارتفاع في درجة الحراة.